# Wej-che (zdrojnice Chaj-che)
Wej-che (čínsky znaky 渭河) je řeka na území centrálně spravovaného města na úrovni provincie Tiencin a provincií Che-pej, Šan-tung a Che-nan na východě Číny. Je 600 km dlouhá.

## Průběh toku
Pramení v pohoří Taj-chan-šan. Převážnou část toku teče po severních rovinách Velké čínské roviny. Po soutoku s řekou vzniklou soutokem Jung-ting-che a Paj-che vytváří tok Chaj-che, který ústí do zálivu Po-chaj Žlutého moře. Na dolním toku pod městem Lin-čching vtéká do systému Velkého kanálu. Má monzunový vodní režim. Je jednou ze zdrojnic řeky Chaj-che, která ústí do zálivu Po-chaj Žlutého moře.

## Využití
Využívá se na zavlažování a lodní dopravu. Leží na ní města Sin-siang a Tiencin